# 紅5
紅5（くれないふぁいぶ）は宝塚歌劇団星組のホープ、紅ゆずるを中心に美弥るりか、壱城あずさ、如月蓮、天寿光希で結成された男役5人組のユニットである。KURENAI 5と表記する場合もある。

AQUA5とは違い、2007年結成当初は宝塚歌劇団公認のユニットではなかったが、CS番組にも取り上げられてから、2011年12月にはコンサートも行っている（#活動内容参照）。

## メンバー
メンバーそれぞれに担当の色がある。
- 紅ゆずる（リーダー）： KURENAI RED（赤）
  - 必殺技：ロングハンドチョップ
  - 好きな色：紫色、黒、金色
  - 好きな花：ジャスミン、キンモクセイ、バラ

- 壱城あずさ： KURENAI BLUE（青）
  - 必殺技：ガッツポーズ
  - 好きな色：スカイブルー
  - 好きな花：桜、かわいいお花

- 美弥るりか： KURENAI BLACK（黒）
  - 必殺技：流し目ビーム
  - 好きな色：紫、ショッキングピンク
  - 好きな花：芍薬、薔薇

- 如月蓮： KURENAI YELLOW（黄）
  - 必殺技：ダジャレン攻撃
  - 好きな色：黄色
  - 好きな花：蓮の花

- 天寿光希： KURENAI GREEN（緑）
  - 必殺技：ドラッグストア
  - 好きな色：紫
  - 好きな花：バラ

以上2010年5月発売の写真集より抜粋。

## 結成のきっかけ
宝塚歌劇団雪組の男役で結成されたAQUA5のポスターを見た紅ゆずるが「紅5って良くない？」といったことを側に居た下級生に話したことが始まりである。
その際側に居た下級生が壱城あずさ、美弥るりか、如月蓮、天寿光希である。
宝塚歌劇団の機関誌、「歌劇」のコーナー、えと文「くれないのにゆずる」の中で紅本人が結成のきっかけや意気込みを語っている。

## 立ち位置
AQUA5同様学年順、成績順である。（）内はAQUA5メンバー。
5 3 1 2 4
1. 紅ゆずる（水夏希）
2. 壱城あずさ（彩吹真央）
3. 美弥るりか（音月桂）
4. 如月蓮（彩那音）
5. 天寿光希（凰稀かなめ）

## 活動内容
- CS放送（すべてTAKARAZUKA SKY STAGE）　
  - Brilliant Dreams「紅ゆずる」～personal～
  - Brilliant Dreams＋NEXT　紅ゆずる編（全6回）
- コンサート　
  - 大阪ビジネスパーク円形ホールにて2011年12月21日（水）開催
- DVD、音源
  - 上記のコンサートの模様、Brilliant Dreams＋NEXT　紅ゆずる編全6回、及び未公開メイキング映像やSpecial Talkを収めた2枚組DVD「Brilliant Dreams＋NEXT Vol.1 紅ゆずる」が宝塚クリエイティブアーツより2012年3月に限定DVDとして発売された。
  - コンサート内でも歌われたオリジナルの楽曲「紅5－フリーダムにランダムに－」「a little Five」はCD化されていないが、コンサートの音源がmora及びiTunesにて配信されている。
- 紅 ゆずる　ディナーショー（宝塚ホテル/2016年1月25日（月）・26日（火）、第一ホテル東京2016年1月31日（日）・2月1日（月））
  - 上記ディナーショーで「紅5」として出演。月組・美弥るりかは、第一ホテル東京のみ生出演。宝塚ホテルでは東京宝塚劇場公演に出演中のためビデオ出演（事前収録）。
  - その他、星組・紅 ゆずる、壱城 あずさ、如月 蓮、天寿 光希は星組として出演。